# Miss Jugoslavije
Miss Jugoslavije je bilo jugoslovansko lepotno tekmovanje, ki se je začelo leta 1926. Po 2. svetovni vojni, vse do razpada skupne države, so izbirali miss Jugoslavije in miss Universe Jugoslavije (lepotica Jugoslavije).
Pred 2. svetovno vojno je bilo namenjen dekletom s sanjami o karieri v filmu in gledališču. Iz tega obdobja je Slovencem najbolj znana filmska igralka Ida Kravanja, ki je imela izmed vseh udeleženk tega tekmovanja največji uspeh pri filmu. Svoj prvi film, Kako otroci varajo svoje starše (Kaj otroci prikrivajo staršem), je posnela leta 1927. Dragico Ugarković, miss Jugoslavije 1933 in uradnico beograjske železniške direkcije, so mediji v tridesetih letih navajali kot srečnico, ker je njeno fotografijo s tekmovanja za miss Evrope v ameriškem časopisu opazil bogati jugoslovanski izseljenec v Mehiki (ali njegov sin, mladi inženir Gabelić) in se poročil z njo.
Miss Evrope sta bili Štefica Vidačić (1927) in Saša Zajc (1969). Na tekmovanju za miss sveta je bila najbolj uspešna Nikica Marinović, ki je leta 1966 postala 1. spremljevalka.
Miss Jugoslavije za Miss sveta je bil označen za pomemben fenomen naivne faze južnoslovanskih narodov. Le redkim zmagovalkam je uspelo ustvariti kariero v zabavni industriji. Večina je poniknila v anonimnost.

### Organizatorji in tekmovalke

#### Pred 2. svetovno vojno
Prvi izbor Miss Jugoslavije in Miss Evrope je organiziralo novoustanovljeno ameriško filmsko podjetje Fanamet. Zakonski stan tekmovalk takrat ni bil ovira.
Kasnejše izbore miss Jugoslavije je organiziralo beograjsko Vreme. Tekmovanje Miss Evrope v Parizu sta organizirala tamkajšnja časopisa Le Journal (njegov urednik je bil Maurice de Waleffe, generalnik tajnik tekmovanja Miss Evrope) in L'Intransigeant. Na Miss Evrope so dekleta tekmovala tudi za uvrstitev na svetovno tekmovanje v Galvestonu v ameriški zvezni državi Teksas, imenovano International Pageant of Pulchritude (krajše »Miss Universe«, »Miss Universo« ali »Miss Universum«), ki je bil po besedah Jutra namenjen »beli rasi iz kulturnih dežel sveta«. Tekmovanju Miss Evrope je prilepil podobno oznako in sicer ga je imel za iskanje »definicije lepote bele rase z izborom raznih tipov kulturnih držav«.
Sodelovati so smela neporočena, lepo vzgojena dekleta z jugoslovanskim državljanstvom, stara od 16 do 25 let, ki so uredništvu Vremena poslala priporočeno pismo s sliko obraza, profila in telesa ter podatke o poklicu sebe in staršev, starosti, rojstnem kraju in kraju bivanja. Spremljevalka miss Jugoslavije v Parizu na tekmovanju za Miss Evrope je lahko bila mati ali sorodnica, stroške potovanja pa je krilo generalno tajništvo za pariško tekmovanje.

#### Po 2. svetovni vojni

##### Miss Jugoslavije za Miss sveta
Tekmovanje je prvič organizirala beograjska revija Politika Bazar leta 1966 na povabilo prirediteljev Miss sveta. Tistega leta je priredila izbirna tekmovanja v 20 jugoslovanskih mestih, tudi v Ljubljani in Mariboru. Nikica Marinović je bila tega leta edina predstavnica socialistične države na svetovnem izboru. V osemdesetih je izbor organiziral sarajevski tabloid As. Leta 1981 Jugoslavija ni izbrala svoje predstavnice.
Leta 1966 so na Miss Jugoslavije za Miss sveta lahko sodelovale Jugoslovanke med 17 in 27 letom starosti.

##### Lepotica Jugoslavije za Miss Universe ali Miss Evrope
Jugoslovanski organizator tega izbora je bil beograjski tednik Svet, ki je najlepšo Jugoslovansko izbiral od leta 1957 (takrat pod imenom Sport i svet), ko je z razpisom razburil konzervativni del javnosti in privabil 200 deklet. Tistega leta je zmagala Tonka Katunarić iz Splita. V mednarodna lepotna tekmovanja se je Svet vključil leta 1967. Že leto prej je zmagovalki, »lepotici Jugoslavije«, obljubil udeležbo na Miss Universe (in 20.000 novih dinarjev). Lepotica Jugoslavije ali ena od njenih spremljevalk je tekmovala tudi na tekmovanje Miss Evrope.
Izbor Miss Universe Slovenije (lepotica Slovenije) je v letih 1968, 1969 in 1970 priredila revija Stop.
Slovenke so po osamosvojitvi Slovenije še hodile na Miss Evrope (Nataša Smirnov (1997, org.: agencija Nota in tednik Kaj), Tatjana Tutan (1999), Anja Slatinšek (2001) in Nika Kar (2018)), vendar ločeno od Miss Universe Slovenije. Tekmovanje je imelo težave zaradi odsotnosti sponzorjev.

### Kritike in težave

#### Pred vojno
Ko je Štefica Vidačič odpotovala v Berlin na končni izbor nosilke naslova miss Evrope, je bil komentar Slovenskega naroda, da je zanimanje jugoslovanske javnosti za Fanametov »tamtam« in reklamo razumljivo splahnelo, saj želi videti pozitivne rezultate. Že sam razpis je označil za velikopotezno ameriško reklamo. Ko se je v Ljubljani prijavilo le šest deklet, obisk kina pa kljub izboru ni bil večji, se je spraševal, če so Ljubljančani pametni ali zadržani. Lepotna tekmovanja je opisal kot popularen šport zdolgočasenih bogatih Američanov, ki se je po 1. svetovni vojni razširil v Evropo. Leta 1929 je Slovenec izbor Miss Evrope proglasil za cvetenje poganskega kulta telesne lepote, ki se prireja za drag denar. O izboru v Parizu so po menju Jutra odločali tisti, ki so imeli denar, lepota pa je bila postranskega pomena. Časnik Na mejah je miss Evrope označil za neumnost »odlične družbe«, ki se ne meni za svetovne težave in bil vesel, da se v Sloveniji izbira le plemenske krave. Žena in dom je bralkam položil na srce, da z lepoto ujameš moža, obdržati pa ga ne moreš in da za poroko ne potrebuješ naziva miss Evrope.
Po izboru miss Celje 1934 so celjski akademiki protestirali proti Olafu Barrouju, domnevnemu članu uprave Mednarodne lige za lepoto in kulturo. Sarajevska policija ga je izgnala iz države. Ob razburjenju zaradi izvolitve Olge Dinjaski za miss Jugoslavije 1938 je dnevnik Jutro to tekmovanje označil kot eno v množici podobnih, ki jim dekleta brezumno nasedajo. Naslednje leto je kot obeležitev 20 let Jugoslavije in protiutež izborom »kraljic lepote« pripravil akcijo zbiranja denarja in blaga za matere zelo velikih družin, ki so se pogosto soočale s smrtjo večjega števila svojih otrok in naj bi bile s svojo žrtvijo svetel zgled.
V 30. letih so nekatere evropske države prepovedale lepotna tekmovanja, ki so v Evropi izgubila zagon tudi zaradi gospodarske krize. Število tekmovalk na miss Evrope se je iz leta v leto krčilo, nekatere niso predstavljale svojih držav, ampak izseljenstvo (ruski emigranti v Parizu). Leta 1941 so bila lepotna tekmovanja »iz mode«.

#### Po vojni
Leta 1950 se je Primorski dnevnik zgražal nad italijanskim komunističnim glasilom Il Lavoratore, ker je ta na prvi strani na vidnem mestu podrobno pisal o novi miss Evrope, na drugi strani pa o neki drugi. Misomanijo je razglasil za kronično bolezen italijanskih komunistov in njihovih tržaških prirastkov. Zasavski vestnik je ob »četrstoletni obletnici« največjih tekmovanj (Miss Evrope, Miss Amerike in »Miss Universum«) omenil neko raziskavo, po kateri naj bi ugotovili, da je od milijona udeleženk teh tekmovanj uspelo postati prava filmska zvezda le okoli 40 dekletom. Taka tekmovanja naj bi torej zgolj služila pridobivanju poceni filmske delovne sile. Po njegovem mnenju bi morala dekleta ostati z nogami trdno na tleh, torej imeti moža in poklic. Primorski dnevnik je leta 1968 omenil Sophio Loren, Yvette Labrousse in Nadjo Tiller kot uspešne nekdanje »lepotne kraljice«, ki so uspele zaradi pameti in talenta.

### Zanimivosti
- Leta 1931 je v oglasu v Slovenskem narodu proizvajalec kozmetike za dojenčke starše spomnil, da bo njihova hči nekoč morda Miss Jugoslavije 1951.[55]
- Dušan Makavejev je o enem od izborov najlepše Jugoslovanke posnel dokumentarec Lepotica 62.[56]
- Tekmovanje je v osemdesetih navdihnilo komično kriminalko Miss režiserja Aleksandra Husića, v kateri so nastopili tudi Dragan Nikolić, Bata Živojinović in Stevo Žigon.[57]

## Nosilke naziva

### Pred2. svetovno vojno

#### Miss Jugoslavije (1927–1933 in 1938)
V kvalifikacije za Miss Evrope in svetovni izbor International Pageant of Pulchritude.
| Tekmovanje | Miss Jugoslavije                          |
| ---------- | ----------------------------------------- |
| 1927       | Štefica Vidačić (HR) miss Evrope 1927     |
| 1928       | Sonja Hernej                              |
| 1929       | Stanislava Matijević (SRB)                |
| 1930       | Štefka »Ceca« Drobnjak (SRB)              |
| 1931       | Katarina »Katica« Urban (HR)              |
| 1932       | Olga Đurić (Gjurić) (SRB)                 |
| 1933       | Dragica Ugarković (SRB)                   |
| 1938       | Olga Dinjaski (Dinjaški, Dinjanski) (SRB) |

### Po2. svetovni vojni

#### Tekmovanje za najlepšo Jugoslovanko (1957–1965)
Brez slovenske udeležbe in mednarodnih tekmovanj
| Tekmovanje | Miss Jugoslavije          |
| ---------- | ------------------------- |
| 1957       | Tonka Katunarić (HR)      |
| 1958       | Saša Dabetić (HR)         |
| 1959       | Romana Milutin (HR)       |
| 1961       | Dušanka Nestrović (SRB)   |
| 1962       | Svetlana Matić (SRB)      |
| 1963       | Slobodanka Klisura (ME)   |
| 1964       | Ljiljana Šurdilović (SRB) |

#### Miss sveta in Miss Universe (1966–1991)
| Tekmovanje | Miss Jugoslavije                                          | Tekmovanje | Miss Universe Jugoslavije (Lepotica Jugoslavije)                                                                                     |
| ---------- | --------------------------------------------------------- | ---------- | --- |
| 1966       | Nikica Marinović † (HR) 1. spremljevalka                  | 1966       | Slavenka Veselinović (udeleženka Miss Evrope 1967)                                                                                   |
| 1967       | Aleksandra Mandić (BiH)                                   | 1967       | Daliborka Stojšić (SRB) top 15 (ali top 7) in miss fotogeničnosti na Miss Universe 1968in udeleženka Miss Evrope 1968                |
| 1968       | Ivona Puhiera (HR) top 15                                 | 1968       | Nataša Košir (SLO) (top 15 na Miss Universe 1969) (1. spremljevalka Saša Zajc (SLO): miss Evrope 1969)                               |
| 1969       | Radmila Živković (SRB)                                    | 1969       | Snežana Džambas (SRB) (udeleženka Miss Universe 1970) (2. spremljevalka Viktorija »Vikica« Ekart (SLO): udeleženka Miss Evrope 1970) |
| 1970       | Tereza Đelmiš (SRB) top 15                                | 1970       | Silvana Kanazir (HR) (1. spremljevalka Majda Jazbec (SLO): udeleženka Miss Evrope 1971)                                              |
| 1971       | Zlata Petković † (SRB)                                    | 1971       | ? |
| 1972       | Biljana Ristić (SRB) top 15                               | 1972       | Daniela Krajčinović (zaradi bolezni ni šla na Miss Universe 1972, udeležila se je Miss Evrope 1972)                                  |
| 1973       | Atina Golubova                                            | 1973       | ? |
| 1974       | Jadranka Banjac miss fotogeničnosti                       | 1974       | Nada Jovanovski |
| 1975       | Lidija Velkovska (MK) 5. mesto                            | 1975       | Lidija Manić |
| 1976       | Slavica Stefanović (SRB) (odstop)                         | 1976       | Svetlana Radojčić |
| 1977       | Svetlana Višnjić (odstop)                                 | 1977       | Ljiljana Šobajić |
| 1978       | Ljiljana Đogović † (SRB) (diskvalificirana zaradi zamude) | 1978       | ? |
| 1979       | ? (ni nastopila)                                          | 1979       | ? |
| 1980       | Zorica Pesek (ni nastopila)                               | 1980       | ? |
| 1981       | N/A                                                       | 1981       | ? |
| 1982       | Ana Sasso (HR) top 15                                     | 1982       | ? |
| 1983       | Bernarda Marovt (SLO) top 15 in miss fotogeničnosti       | 1983       | ? |
| 1984       | Dinka Delić † (BiH)                                       | 1984       | Ksenija Borojević |
| 1985       | Aleksandra Kosanović (SRB)                                | 1985       | Dinka Delić † (BiH) |
| 1986       | Maja Kučić (HR) top 15                                    | 1986       | Tatjana Spasić (premlada) |
| 1987       | Matilda Sazdova (MK)                                      | 1987       | ? |
| 1988       | Suzana Žunić (HR)                                         | 1988       | ? |
| 1989       | Aleksandra Dobraš (BiH)                                   | 1989       | ? |
| 1990       | Ivona Brnelić (HR)                                        | 1990       | ? |
| 1991       | Slavica Tripunović (SRB)                                  | 1991       | Nataša Pavlović top 10 |

## Tekmovanja

### Pred2. svetovno vojno

#### Miss Jugoslavije 1927

##### Razpis
Oktobra 1926 je podjetje Fanamet prek svojih zastopstev v Češkoslovaški, Avstriji, Madžarski, Poljski, Jugoslaviji, Romuniji, Grčiji in Turčiji razpisalo tekmo filmske lepote. Zainteresirana dekleta so jim morala poslati prijave, nato pa bi dva tedna slike najlepših kazali v kinih, kjer bi publika izbrala 5 deklet, ki bi jih ocenila komisija upodabljajočih umetnikov, filmskih igralcev in novinarjev (ali pa iz izbranih publika izbrala miss). Zmagovalka bi šla v Hollywood na učenje igre in po angažma.

##### Izbor miss Jugoslavije in miss Evrope
Gracioznost sedmerice deklet je bila ocenjevana pri družabnem plesu v zagrebškem hotelu Esplanade 16. decembra 1926. Med njimi je bila Ida Kravanja, ljubljanska uradnica iz Rožne doline, ki je v zadnjem hipu odpovedala sodelovanje, ker se ji stvar ni zdela resna. Nadomestila jo je neka Osiječanka. Naslednji dan je bila med njimi za pot v Berlin izbrana trojica, Štefica Vidačić (Zagreb), Danica Živanović (Beograd) in Nada Pogačnik (Goričanka, živeča v Zagrebu), ki bi jo fotografirali, strokovno ocenili itd.. Zmagovalki je bila obljubljena ameriška pogodba. Beograjska revija Žena i svet se je pod portreti kandidatk spraševala, katera bo šla v Holywood. Januarja 1927 je Vidačićeva v Berlinu postala miss Jugoslavije.
Fanametove evropske izbranke so se februarja 1927 zbrale na Dunaju. Tam so Vidačićevo na kolodvoru sprejeli jugoslovanski študenti. Prvi izbor med osmimi dekleti je bil na veliki Caligarijevi reduti, kjer so tekmovalke hodile mimo žirije. Ker se niso mogli odločiti, so se odločili za preizkus igralskega talenta v schönbrunnskem ateljeju. Počakali so, da so se posnetki razvili, da so si jih ogledali na platnu. Na splošno so bili žiranti nezadovoljni z dekleti. Miss Evrope je bila izbrana v Berlinu čez teden dni med Štefico Vidačić in Anielo Bogucko (Miss Poljske), ki naj bi bili po tečaju o filmu in filmskem delovanju začasno (6 mesecev) angažirani kot filmski igralki. Na poziv Fanameta bi morala Vidačićeva v Berlin do 15. februarja 1927, vendar je zbolela za gripo. Naslov je dobila Vidačićeva (po mnenju Slovenskega naroda je zmagala zaradi reklame s strani zagrebških in beograjskih novinarjev). Za nagrado naj bi dobila angažma 25.000 din mesečno. Dobila je tedensko gažo 100 dolarjev pri Fanametu, prvo julija 1927 ob prihodu v Berlin. Slovenski narod je kot najbolj verjetno zmagovalko v tej tekmi omenjal Anny Ondra iz Češkoslovaške, ki je že bila pri filmu in popularna v Avstriji. Ugibal je, če Fanamet, ki je imel nizke stroške s priredbo izbora, uporablja naivna dekleta iz srednje Evrope za lastno reklamo, kar naj bi se videlo v vedno manjših ponudbah in podcenjujočem odnosu. Fanamet je več evropskim izbrankam obljubljal angažma v Hollywood, kasneje pa le miss Evrope, pa še to na Dunaju ali Berlinu. Hollywood bi prišel v poštev, če bi se igralka posebej izkazala.
Vidačićeva ni tekmovala na svetovnem izboru v Ameriki. Razlog ni bil znan.

##### Ida Kravanja
Kravanjevi so začeli pisati berlinski zastopniki filmske družbe Universal, ki so jo opazili na tekmovanju. Materi je povedala, da gre čez nedeljo k prijateljici na Koroško, potem pa je 27. maja 1927 zvečer z najnujnejšimi stvarmi na brzovlaku odpotovala v Berlin. Mislila je, da bo šla le na ogled, a je ostala, ker je bila angažirana. O filmski karieri je sanjala 4 leta. Bilo ji je lažje, saj ni začela s statiranjem, ki je bilo običajno za večino igralk. Modni atelje M. Šarc ji je v Berlin poslal toaleto.

##### Štefica Vidačić
Vidačićeva je bila opisana kot 17-letno dekle male ljubke postave in kot vražja, nagajiva ter posmehljiva. Bila je podpornica zagrebških Sokolov. Ob povratku v Zagreb je povedala, da je nastopila kot ponosna Zagrebčanka in Hrvatica. Njen prvi vtis o delu igralcev v filmskem ateljeju je bil koncentriranost v nenehnem hrupu scenskih delavcev, razsvetljenosti in gneči. Želela si je igrati vesele vloge po zgledu Colleen Moore, Lilian Harvey in Suzy Vernon, ki so bile nasprotje Pole Negri. V ljubljanskem Dvoru je pozornost pritegnil slab nemški film Logarjeva sreča zaradi posnetkov Vidačićeve, razočaral pa, ker je vseboval le par nepomembnih prizorov z bivanja Fanametovih tekmovalk na Dunaju in v Budimpešti. Vidačićeva se je julija 1927, ob prihodu v Berlin, zaročila s filmskim igralcem, rojakom Svetislavom Petrovićem.

##### Podjetje Fanamet
Tri velika ameriška podjetja, Metro-Goldwin, Paramount (Famous-Lasky Players Co.) in First National so leta 1926 ustanovila Fanamet-Films, izposojevalnico filmov za srednjo Evropo in Balkan. Jugoslovanska podružnica je bila v Zagrebu (ravnatelj Richter). Kot družba z 250 milijoni dolarji je pomenil prevlado Amerike na filmskem trgu in izgubo primata nemške Ufe konec 20. let. Ker Jugoslavija z ZDA ni imela sklenjene recipročne pogodbe o zaščiti avtorskega prava, je Fanamet izgubil tožbo proti ljubljanskemu Kinu Matici zaradi predvajanja filma On kot topničar Harolda Lloyda.

#### Miss Jugoslavije 1928
Sonja Hernej, »krasotica severnega Balkana« in plesalka, naj bi po navedbah Slovenskega naroda kot miss Jugoslavije tekmovala maja 1928 v Galvestonu (Teksas, ZDA) na svetovnem lepotnem tekmovanju. Tja naj bi odpotovala iz Hamburga na parniku. Ni je bilo tam.

#### Miss Jugoslavije 1929
Tekmovanje je bilo 23. januarja 1929 v Beogradu v dveh velikih dvoranah hotela Palace, katerega frizer je kandidatkam uredil pričeske. Zmagala je 20-letna Stanislava Matijević iz Užiške Požege (ali Užic), hči uradnika. V tem kraju je ostala samo štiri leta, ker se je zaradi očetove službe veliko selila po južni Srbiji. Končala je pet razredov gimnazije. Njeni častni dami sta postali 18-letna Jelena Vlajić iz Skopja kot prva in Palkovićeva (ali Tea Polajković) z Broda na Savi (po drugih podatkih Vida Petan iz Maribora, rojena v Ljubljani) kot druga. Petanova, ki je nosila rdečo obleko s srebrnimi okraski, je bila edina slovenska tekmovalka, ker je Andočka Erber zaradi bolezni odpovedala udeležbo. Matijevićeva (ali pa vse tri) se je 7. februarja udeležila tekmovanja za Miss Evropa v Parizu v Operi, kjer je nastopilo je 17 deklet. Vsaka kandidatka na Miss Evrope je imela 20 sodnikov. Tekmovalke so bile ocenjevane v skupinah 3 ali 4 deklet, nato pa posamezno. Žiriji je predsedoval Albert Besnard, francoski kipar in član akademije. Veliko vlogo je igrala moda, modni saloni iz Londona in Rima so v Pariz poslali svoje zastopnice. Uredništvo Journala je določil zmagovalko, Intransigeant pa je priredil ples. Darovi za udeleženke so bili vredni 700.000 frankov.

#### Miss Jugoslavije 1930
Miss Jugoslavije so izbrali januarja 1930 v Beogradu. Zmagala je Štefka »Ceca« Drobnjak iz Beograda, 18-letna hči upokojenega polkovnika, ki je pred tem bivala v Trstu in Rimu in baje znala več tujih jezikov. Njeni častni dami sta bili Dragica Bogić, hči gledališkega igralca iz Beograda in Milojka Čuković iz Sarajeva. Miss Evrope je bil 5. februarja 1930 kot ples v pariški državni operi. Organiziral ga je pariški Journal. Organizirali so žrebanje in licitacijo para plesnih čevljev s podpisi predsednika republike in ministrov Francije. Bilo je 19 tekmovalk. Drobnjakova se ni uvrstila v ožji izbor.

#### Miss Jugoslavije 1931
Na tekmovanju 25. januarja 1931 v Beogradu je zmagala Katarina »Katica« Urban, miss Osijek in hči vojaškega kapelnika. Za nagrado je dobila 1.250.000 dinarjev. V žiriji so sedeli književnik, slikar, kipar, univerzitetni profesor umetnostne zgodovine in novinar. Slovenska predstavnica je bila 18-letna Marica Žirovnik iz Ljubljane, po rodu iz Celovca, ki si je želela tako odpreti pot v film. Jugoslavijo je Urbanova zastopala na tekmovanju za Miss Evropa 5. februarja 1931 v Parizu, ki ga je organiziral pariški dnevnik Journal. Ni prišla v ožji izbor. V pariškem hotelu Lutetia sta Jugoslovansko dijaško društvo in Francoski prijatelji jugoslovanskega naroda priredila večer jugoslovansko-francoskega prijateljstva v čast Urbanove. Gospoda Armbruster in Miljuš sta ji izročila šopek.

#### Miss Jugoslavije 1932
V Beogradu na plesu v prostorih Avtokluba 28. januarja 1932 je bila za miss Jugoslavije izbrana Olga Đurić (Gjurić) iz Bečkereka (Zrenjanin). Miss Zagreb in Miss Cetinje sta postali njeni častni dami. Izbor Miss Evrope je bil februarja v Nici.

#### Izbor Slovenk za Miss Jugoslavije 1934, protest celjskih akademikov in izgon Olafa Barrouja
Izbor Miss Celje je organiziral Olaf Barrou, domnevni filmski režiser in član uprave Mednarodne lige za lepoto in kulturo (Liga internationale pour beaute et culture) v celjski kavarni Merkur 28. april 1934. Zmagovalka Lia Trinkova je prejela trak mesta Celje, šopek, plašč tovarne Tivar in brezplačno fazono (kroj) za obleko šivilje Rechtove. Za zmagovalko in tri najlepše so celjski trgovci prispevali darila. Navzoče je zmotil način govorjenja Barrouja, s katerim naj bi smešil Slovence in slovenščino. Celjski akademiki so dvomili, da je Barrou tisto, za kar se predstavlja. Napisali so, da bi moral tudi on dobiti darilo, vozovnico za tja, od koder je prišel. Prireditev so označili za žalitev inteligentnih deklet in revežev, ter se ji posmehovali kot »pomembnemu« dogodku, kakršne drugod opuščajo. Njihova želja se je uresničila, ko je sarajevska policija lepotno tekmovanje prepovedala, Barrouja pa izgnala. Miss Maribora je postala Celjanka Hilda Podpečan, uslužbenka v Mrakičevi brivnici in lasuljarni, v Veliki kavarni na tekmovanju, ki ga je prav tako organiziral Barrou in ki se ga je udeležilo 17 deklet. Podpečanova je dobila trak mesta Maribor, zanjo in še za tri najlepše so mariborski trgovci prispevali darila. Izbor Miss Jugoslavije je bil napovedan za poletje v Dubrovniku.

#### Razburjenje ob izvolitvi miss Jugoslavije 1938
Olga Dinjaski (pisano tudi Dinjanski in Dinjaški) iz Srbije, katere način izvolitve javnosti najprej ni bil jasen, je bila ena od 14 tekmovalk na izboru za Miss Evrope 9. septembra 1938 v danskem Kodanju (København). Bila je deležna zaničevanja s strani zagrebškega Jutarnjega lista, ki sta ga zmotila njena misterioznost in neprivlačen videz. Trdil je celo, da je bila edina kandidatka, ki na predstavitvi ni prejela aplavza. Po njenih lastnih besedah je bila za predstavnico Jugoslavije izvoljena s strani nekakšnega komiteja v Parizu, kjer naj bi stalno prebivala. Kasneje se je izvedelo, da prihaja iz Pančeva in da je prišla v Pariz na povabilo jugoslovanskega poverjenika Parižana Morica de Valéfa, poverjenika kodanjskega odbora za izvolitev lepotnih kraljic posameznih držav v Evropi, ki je iskal dekleta iz srednje in vzhodne Evrope. Časopis Jutro se je posmehoval Olginemu navdušenju in zgodbo o njej razumel kot opozorilo naivnim dekletom.

### Po2. svetovni vojni

#### Miss Jugoslavije 1959
Tekmovanje je potekalo 1. avgusta 1959 na Tašmajdanskem stadionu v Beogradu, zmagala je Romana Milutin (kasneje se je pisala še Fabris in je ustvarjala kot akademska slikarka), po besedah katere ni bilo prijav, ampak je kandidatke izbral reporter organizatorja tekmovanja. Njo je fotografiral pri 17-ih na umetniški šoli v Splitu. Hoja po odru v enodelnih kopalkah ji ni delala problemov, ker je trenirala balet. Ob zmagi je dobila torto in črno-beli televizor. Ni marala medijskega pompa, všeč pa ji je, da za sponzorje niso imeli sumljivih podjetnikov in da je imelo tekmovanje dostojanstvo. V žiriji so sedeli akademski slikarji Desa Glišić, Zora Petrović in Pedja Milosavljević, kiparja Risto Stijović in Aleksander Zarin, dirigent Živojin Zdravković ter filmski režiser Branko Bauer. Štirinajst tekmovalk je bivalo v beograjskem hotelu Metropol. Poleg izbora je bila modna revija in baletni nastop. Za eno od spremljevalk je bila izbrana Olivera Šavija iz Kragujevca.

#### Miss Jugoslavije 1961
Izbor je potekal na beograjskem stadionu Tašmajdan leta 1961. Nastopilo je 15 tekmovalk. Voditelj je bil D. Marjanović. Zmagala je optična delavka Dušanka Nestrović iz Novega Sada (rojena tam leta 1937, visoka 160 cm), ki je bila pred izpitom za mojstrico optične stroke. Za nagrado je dobila Colibri in šivalni stroj Bagat. Spremljevalke: Varja Ostrovidov (1. spremljevalka, učenka iz Splita), Draga Gačić (2. spremljevalka, učenka iz Kragujevca), Dobrila Degenešić (3. spremljevalka, učenka iz Dubrovnika) in Gordana Bašić (4. spremljevalka, uslužbenka iz Mostarja). Vse tekmovalke so dobile tudi večerne obleke (Sport in svet), najlonke (Partizanka, Beograd) in čevlje (Moda, Beograd).

#### Miss Jugoslavije 1962
Na beograjskem Tašmajdanu leta 1962 je zmagala Svetlana Matić, študentka jugoslovanske književnosti na skopski univerzi, iz Aleksinca. Spremljevalke so bile Radmila Novaković (Titov Užic), Renata Frajskorn (Zagreb), Vera Jocić (Beograd) in Marija Bombardeli (Split). Prijavilo se je okoli 100 deklet, bilo je 15 tekmovalk.

#### Miss Jugoslavije 1964
Zmagala je Ljiljana Šurdilović. Prva spremljevalka je bila Milja Vujaković, druga spremljevalka je bila Vera Turk, tretja spremljevalka je bila Zdenka Žurovec, četrta spremljevalka pa je bila Milica Preradović.

## Galerija
- Štefica Vidačić, miss Jugoslavije 1927
- Stanislava Matijević, miss Jugoslavije 1929
- Ceca Drobnjak, miss Jugoslavije 1930
- Katarina Urban, miss Jugoslavije 1931
- Olga Dinjaski, miss Jugoslavije 1938
- Romana Milutin, miss Jugoslavije 1959
- Dušanka Nestrović, miss Jugoslavije 1961
- Svetlana Matić, miss Jugoslavije 1962
- Slobodanka Klisura, miss Jugoslavije 1963
- Nikica Marinović, miss Jugoslavije 1966
- Aleksandra Mandić, miss Jugoslavije 1967
- Radmila Živković, miss Jugoslavije 1969
- Tereza Djelmiš, miss Jugoslavije 1970
- Zlata Petković, miss Jugoslavije 1971
- Bernarda Marovt, miss Jugoslavije 1983

- Slavenka Veselinović, miss Universe Jugoslavije 1966
- Daliborka Stojšić, miss Universe Jugoslavije 1968
- Nataša Košir, miss Universe Jugoslavije 1969
- Silvana Kanazir, miss Universe Jugoslavije 1970